# Toutes ces choses qu'on ne s'est pas dites
Toutes ces choses qu’on ne s’est pas dites est le huitième roman de Marc Lévy, paru le 15 mai 2008 aux éditions Robert Laffont.

## Résumé
Julia et Adam vont se marier dans quelques jours, lorsque le père de Julia meurt. Julia décide donc d’annuler son mariage afin d’enterrer son père, qu’elle n’a pas revu depuis vingt ans. Un homme d'affaires brillant mais également un père qui a toujours été absent.
Cependant, quelques jours après l'enterrement, Julia, reçoit dans son appartement une surprise de son père qui va changer le cours de sa vie, la ramener vers un passé oublié et lui donner l’occasion de connaître toutes les choses qu’ils ne se sont pas dites.

## Adaptation
Le roman est adapté en mini-série en 2022, réalisée par Miguel Courtois et avec Marc Lévy comme show runner.